# Роклор-Сент-Обен
Рокло́р-Сент-Обе́н (фр. Roquelaure-Saint-Aubin) — коммуна во Франции, находится в регионе Юг — Пиренеи. Департамент — Жер. Входит в состав кантона Колонь. Округ коммуны — Ош.
Код INSEE коммуны — 32349.

## География

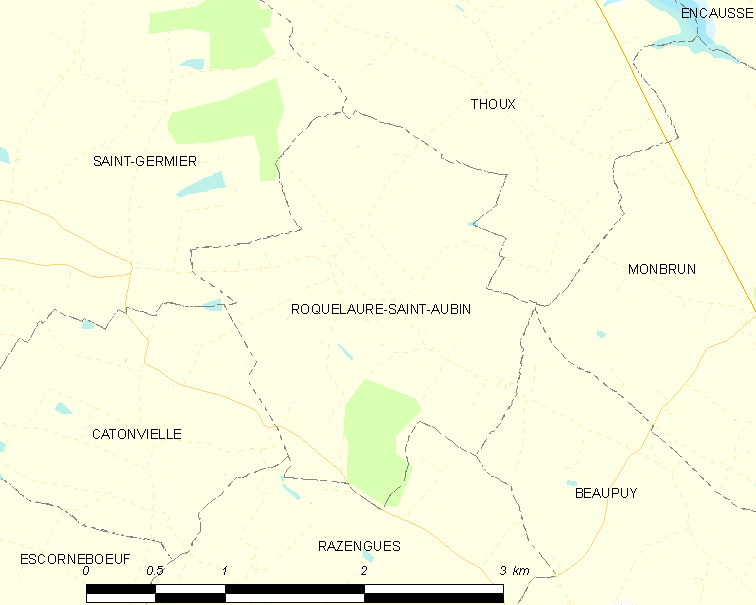
Карта коммуны

Коммуна расположена приблизительно в 590 км к югу от Парижа, в 38 км западнее Тулузы, в 32 км к востоку от Оша.
На западе коммуны протекает река Саррампьон.

## Климат
Климат умеренно-океанический. Лето жаркое и немного дождливое, температура часто превышает 35 °С. Зимой часто бывает отрицательная температура и ночные заморозки. Годовое количество осадков — 700—900 мм.

## Население
Население коммуны на 2010 год составляло 126 человек.
| 1962 | 1968 | 1975 | 1982 | 1990 | 1999 | 2010 |
| ---- | ---- | ---- | ---- | ---- | ---- | ---- |
| 67   | 47   | 44   | 58   | 54   | 59   | 126  |

## Администрация
| Период | Период | Фамилия       | Партия | Примечания |
| ------ | ------ | ------------- | ------ | ---------- |
| 2001   | 2014   | Анни Делей    |        |            |
| 2014   | 2020   | Жерар Сеттоло |        |            |

## Экономика
В 2010 году среди 74 человек трудоспособного возраста (15-64 лет) 62 были экономически активными, 12 — неактивными (показатель активности — 83,8 %, в 1999 году было 66,7 %). Из 62 активных жителей работали 60 человек (33 мужчины и 27 женщин), безработных было 2 (0 мужчин и 2 женщины). Среди 12 неактивных 4 человека были учениками или студентами, 4 — пенсионерами, 4 были неактивными по другим причинам.